# إميليانو أوسونا
إميليانو أوسونا (بالإسبانية: Emiliano Ozuna)‏ (9 فبراير 1996 في الأرجنتين - ) هو لاعب كرة قدم أرجنتيني في مركز الوسط.

## روابط خارجية
- إميليانو أوسونا على موقع قاعدة بيانات كرة القدم.إي يو (الإنجليزية)
- إميليانو أوسونا على موقع Soccerway.com (الإنجليزية)